# Florentino P. Feliciano
Florentino P. Feliciano (* 14. März 1928; † 15. Dezember 2015) war ein philippinischer Jurist und ehemaliges Mitglied am Obersten Gerichtshof der Philippinen und des Appellate Body der Welthandelsorganisation.

## Leben
Feliciano absolvierte sein Studium der Rechtswissenschaften an der Universität der Philippinen. Danach ging er in die USA, um an der Universität Yale einen Masterabschluss und einen Doktortitel zu erwerben. Nachdem er dies geschafft hatte, lehrte er an diesen beiden Universitäten Recht. 1953 wurde er in die Bar aufgenommen, der Entsprechung zur deutschen Rechtsanwaltskammer. Von 1957 bis 1960 forschte er auch an der Universität Yale.
Seit 1962 bis zum Eintritt in den Richterstand 1986 war Feliciano Mitglied und Partner der Rechtsanwaltskanzlei Sycip, Salazar, Feliciano und Hernandez, von 1983 an auch geschäftsführender Partner. Seine Hauptbetätigung war dort die Bearbeitung von Fällen, die mit dem Handels- und Firmenrecht zu tun hatten, sowie Fälle von Anti-Dumping, geistigem Eigentum, Versicherungen, Banken und Telekommunikation. Nach dem Ausscheiden aus dem Appellate Body wurde er wieder in dieser Kanzlei, die nun Sycip, Salazar, Hernandez und Gatmaitan heißt, als Senior Counsel tätig.
Er wurde von Corazon Aquino zum Mitglied des Obersten Gerichtshof der Philippinen als Associate Justice berufen. Mitglied des Gerichtes war er vom 8. August 1986 bis zum 15. Dezember 1995, davon war er seit 1994 Senior Associate Justice. Er trat von diesem Posten zurück, um von 1995 bis 2001 eines der ersten sieben Mitglieder des Appellate Body der WTO zu sein, davon von 2000 bis 2001 auch Vorsitzender des Appellate Body. Er war Mitglied des ICC International Court of Arbitration und von 2002 bis zu seinem Tode Mitglied des Verwaltungsgericht der Weltbank. Im Jahr 2012 war er nominierter Kandidat seines Landes für einen vakanten Posten am Internationalen Gerichtshof.
Nach seinem Ausscheiden aus dem Appellate Body war er Leiter der Untersuchungskommission des Putschversuches von 2003, der unter dem Namen Oakwood Mutiny bekannt wurde.
Er war Mitglied des Institut de Droit International. Weiterhin war er Mitglied des Kuratoriums der Den Haager Akademie für Völkerrecht und lehrte dort auch. Er war stellvertretender Vorsitzender des akademischen Beirates des Instituts für internationales Wirtschaftsrecht und Praxis der Internationalen Handelskammer. Er war Mitglied zahlreicher Schiedsgremien. so des Panels der American Arbitration Association und des North American Free Trade Agreement (NAFTA). In der asiatischen Gesellschaft für internationales Recht war er Mitglied des Beirates und wurde 2005 zum Ehrenmitglied der amerikanischen Gesellschaft für internationales Recht ernannt.

## Ehrungen (Auswahl)
- Ehrendoktortitel des Rechtes (Misamis University)[1]
- 2005 Ernennung zum Ehrenmitglied der amerikanischen Gesellschaft für internationales Recht (ASIL)[8]
- 2006 DLSAA Lasallian Achievement[9]

Nach ihm wurde die Justice Florentino P. Feliciano Arbitration Writing Competition des philippinischen Institut der Schiedsrichter benannt.

## Veröffentlichungen (Auswahl)
- mit Myres McDougall, Law and Minimum World Public Order: The Legal Regulation of International Coercion, 1961 bei Yale University Press.
- mit Myres McDougall, The International Law of War : Transnational Coercion and World Public Order.
- Deconstruction of Constitutional Limitations and the Tariff Regime of the Philippines: The Strange Persistence of a Martial Law Syndrome, Philippine Law Journal, Vol. 84, Nr. 2, S. 311.